# Plectrone delponti
Plectrone delponti är en skalbaggsart som beskrevs av Devecis 2001. Plectrone delponti ingår i släktet Plectrone och familjen Cetoniidae. Inga underarter finns listade i Catalogue of Life.